# (200359) 2000 PB7
(200359) 2000 PB7 es un asteroide perteneciente al cinturón de asteroides descubierto el 1 de agosto de 2000 por Petr Pravec y la también astrónoma Lenka Šarounová desde el Observatorio de Ondřejov, Ondřejov, República Checa.

## Designación y nombre
Designado provisionalmente como 2000 PB7.

## Características orbitales
2000 PB7 está situado a una distancia media del Sol de 2,336 ua, pudiendo alejarse hasta 2,610 ua y acercarse hasta 2,062 ua. Su excentricidad es 0,117 y la inclinación orbital 5,863 grados. Emplea 1304,90 días en completar una órbita alrededor del Sol.

## Características físicas
La magnitud absoluta de 2000 PB7 es 16,5. 